# Вулиця Аральська (Львів)
Ву́лиця Ара́льська — вулиця у Личаківському районі міста Львова, у місцевості Филипівка. Пролягає від вулиці Олени Теліги до вулиці Олександра Олеся. 
Прилучаються вулиці Ольжича та Панчишина.

## Історія
У XIX столітті тут функціювала цегельня «Філіпівка», яку заснував Маркус Філіпп. У 1930-х роках на місці колишньої цегельні збудовано житловий масив з дво-триповерхових будиночків для службовців Банку крайового господарства, що отримав назву Філіпівка та охопив нинішні вулиці Олександра Олеся, Мар'яна Панчишина, Азовську та Аральську. Близько 1929 року вулиця зафіксована на мапах як Зелена бічна. У 1934 році вулиця отримала назву вулиця Стефчика, названа так на честь Францішка Стефчика, польського суспільного та економічного діяча, засновника перших сільських ощадно-кредитних спілок на теренах Польщі. У 1943—1944 роках, за часів німецької окупації, мала назву Штюрмерґассе. Сучасну назву отримала 1950 року, на честь Аральського моря.

## Забудова
Забудова вулиці Аральської складається переважно з двоповерхових будинків у стилі польського конструктивізму 1930-х років. Пам'ятки архітектури національного або місцевого значення відсутні. 

## Галерея

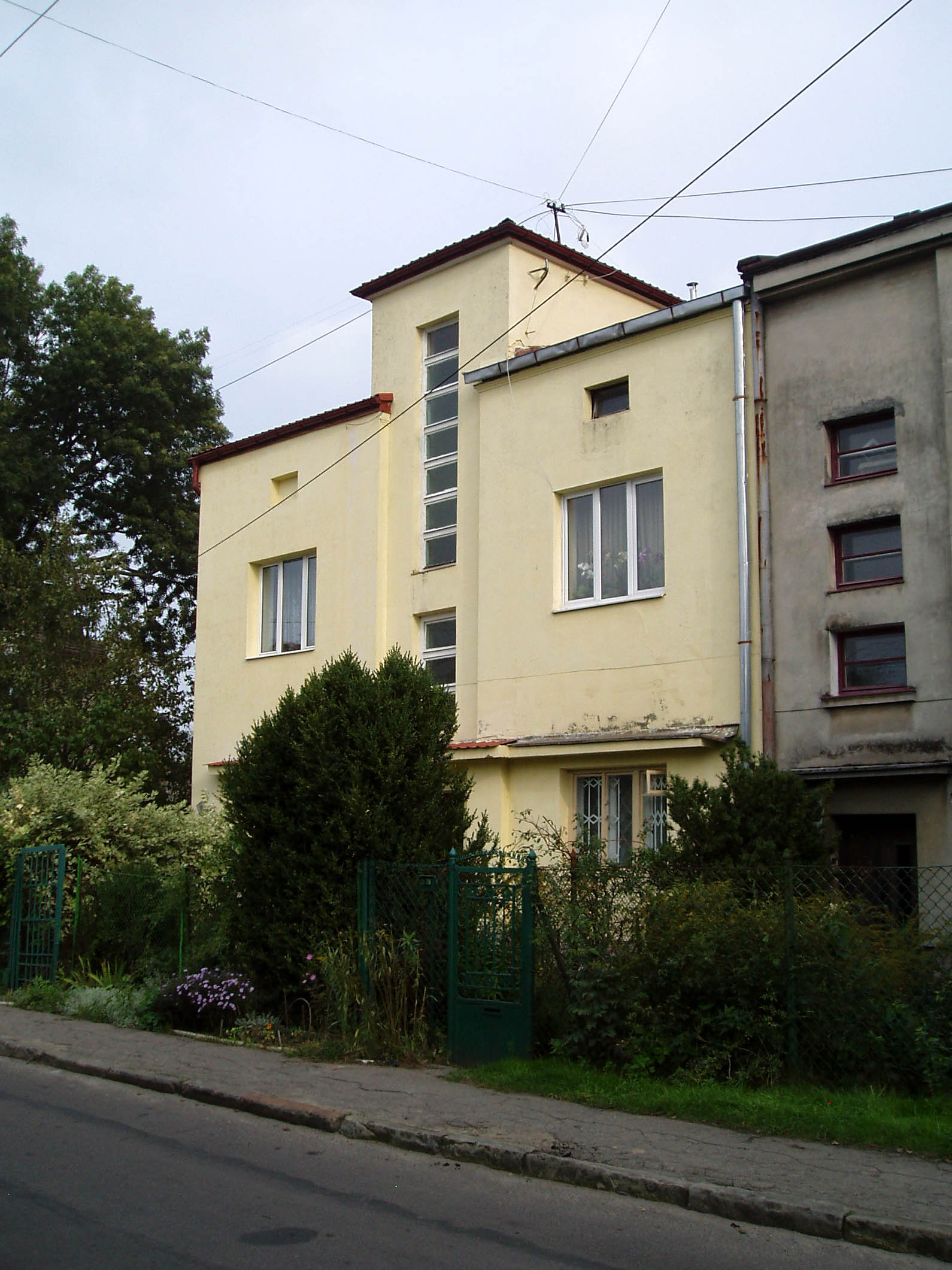
Будинок № 8
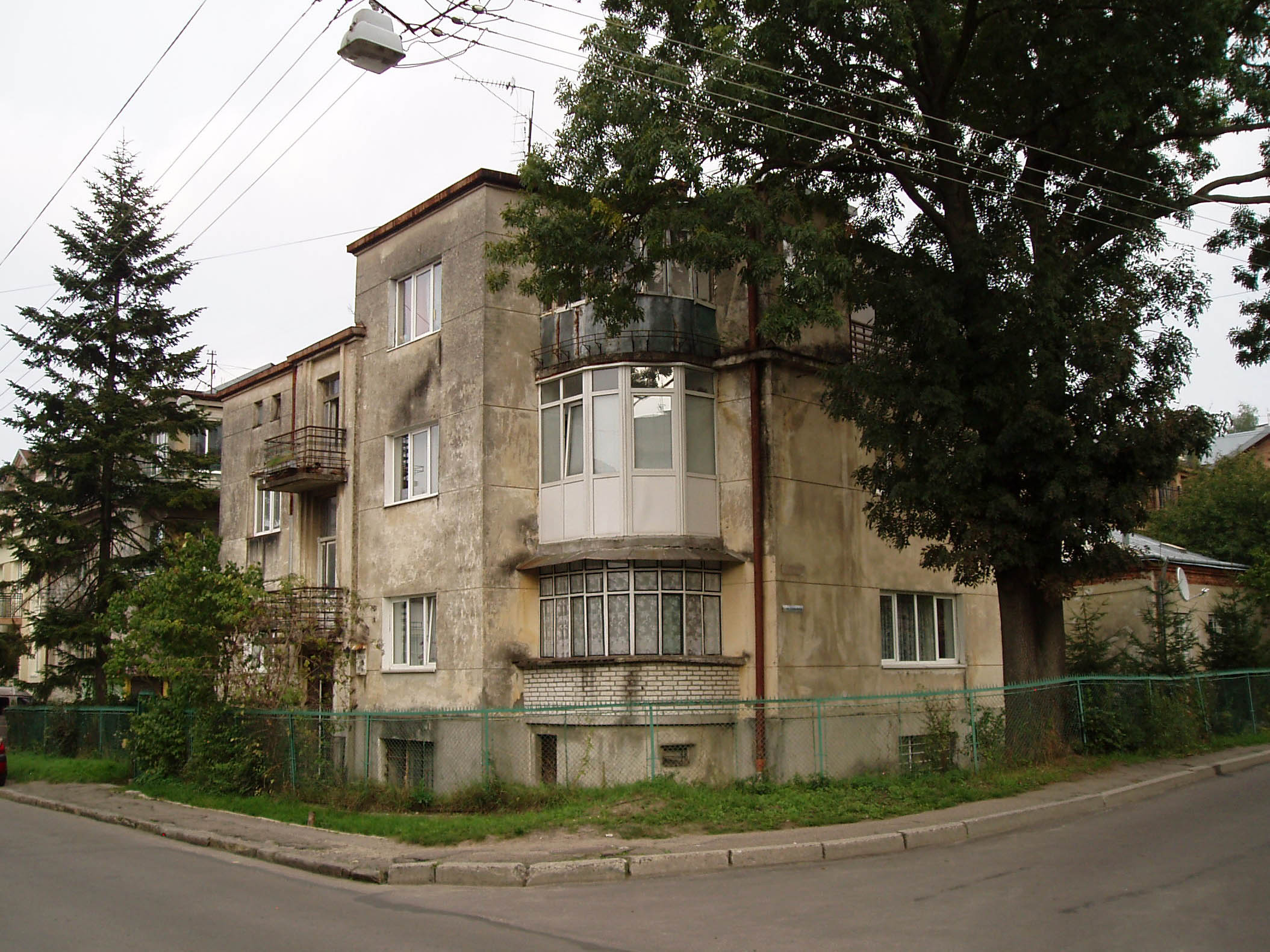
Будинок № 10
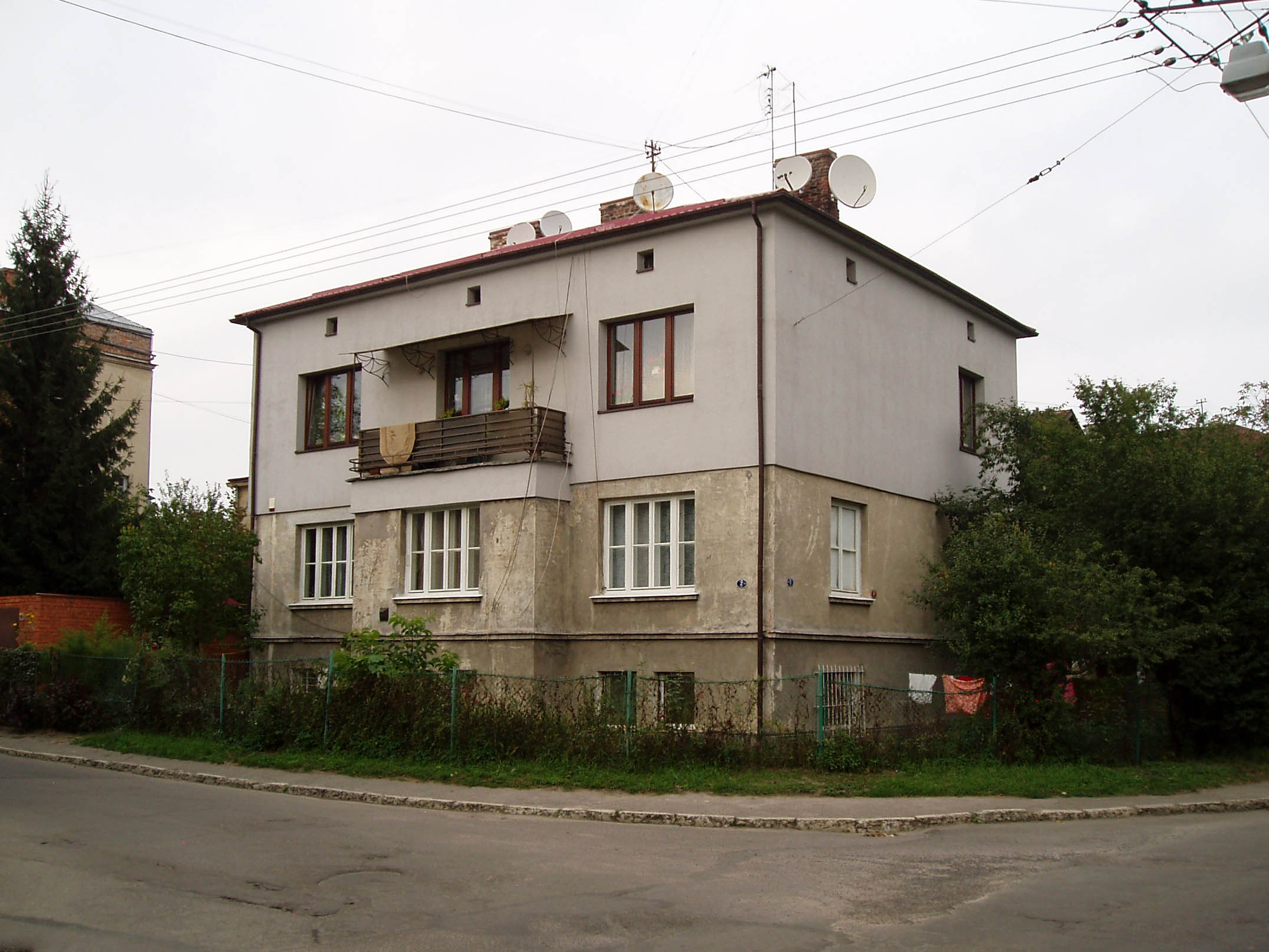
Будинок № 15
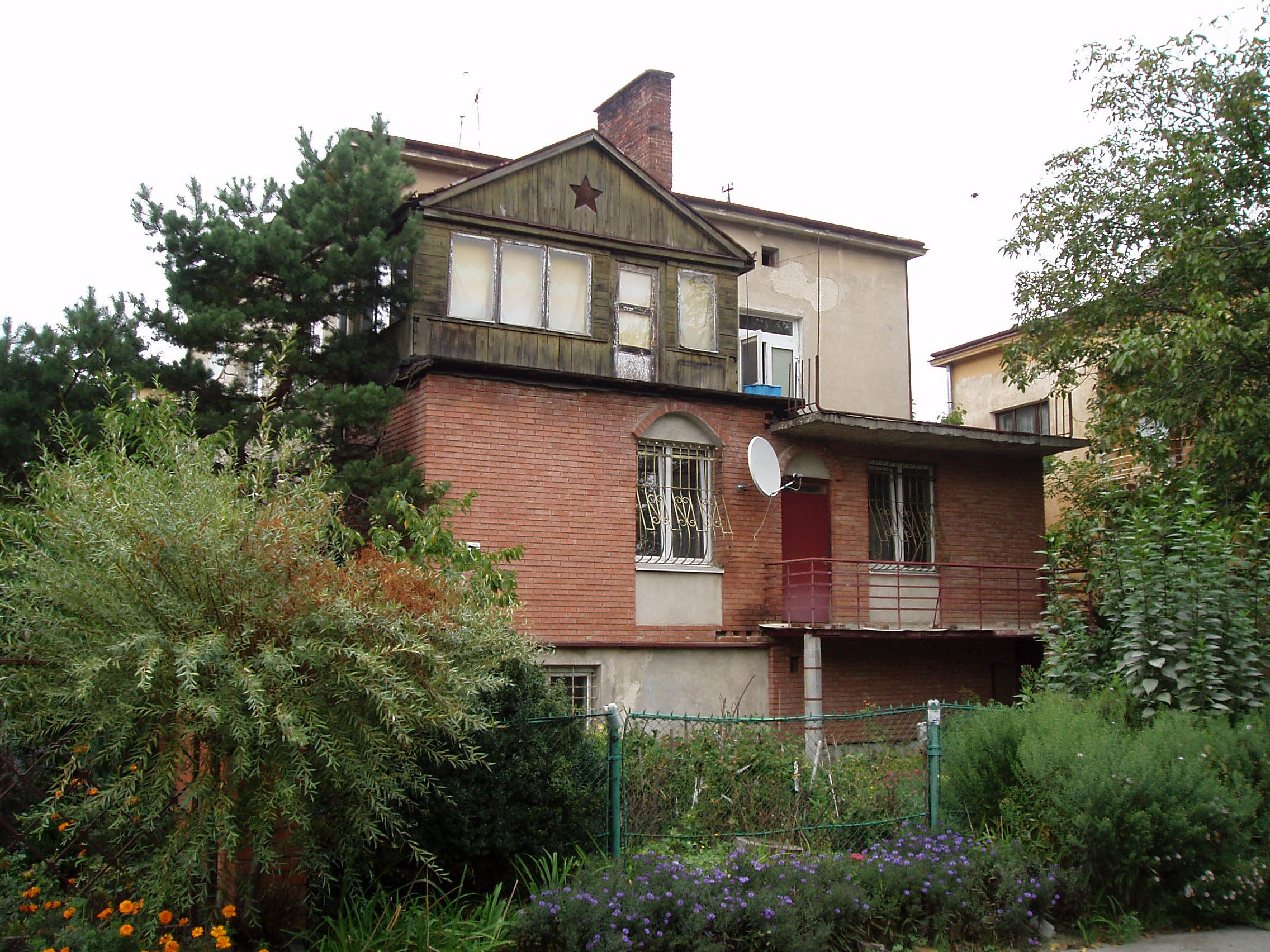
Будинок № 17
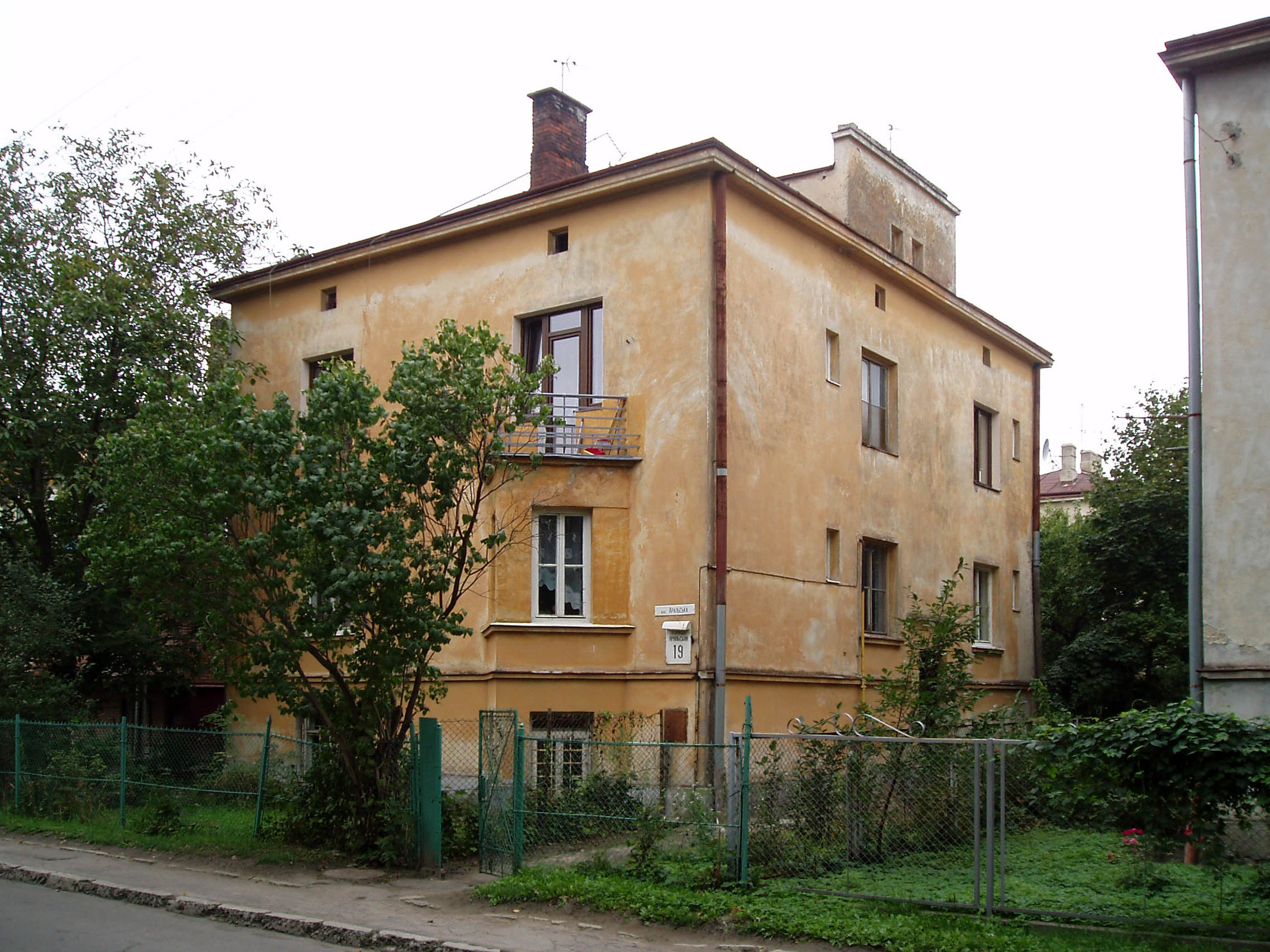
Будинок № 19
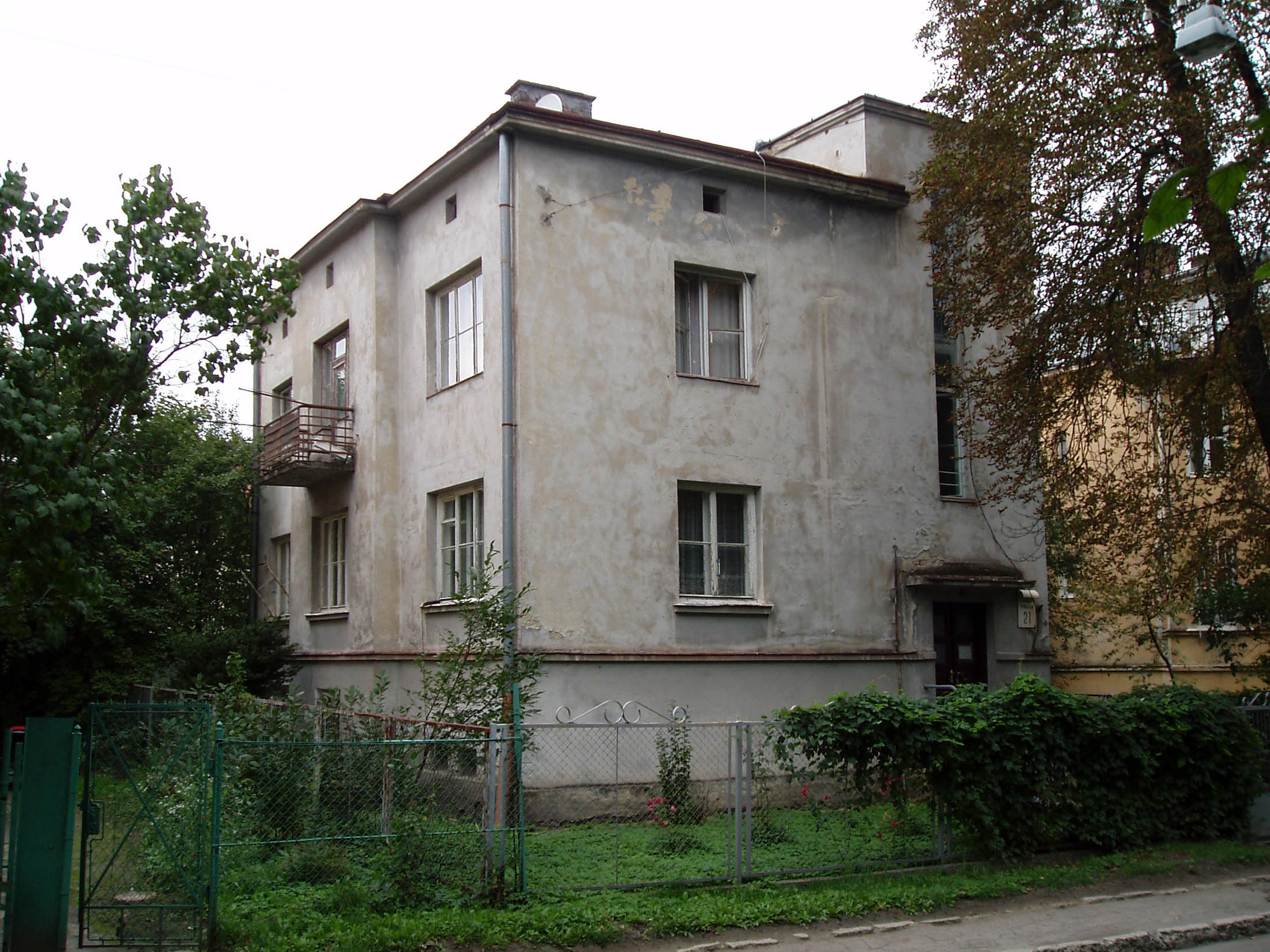
Будинок № 21
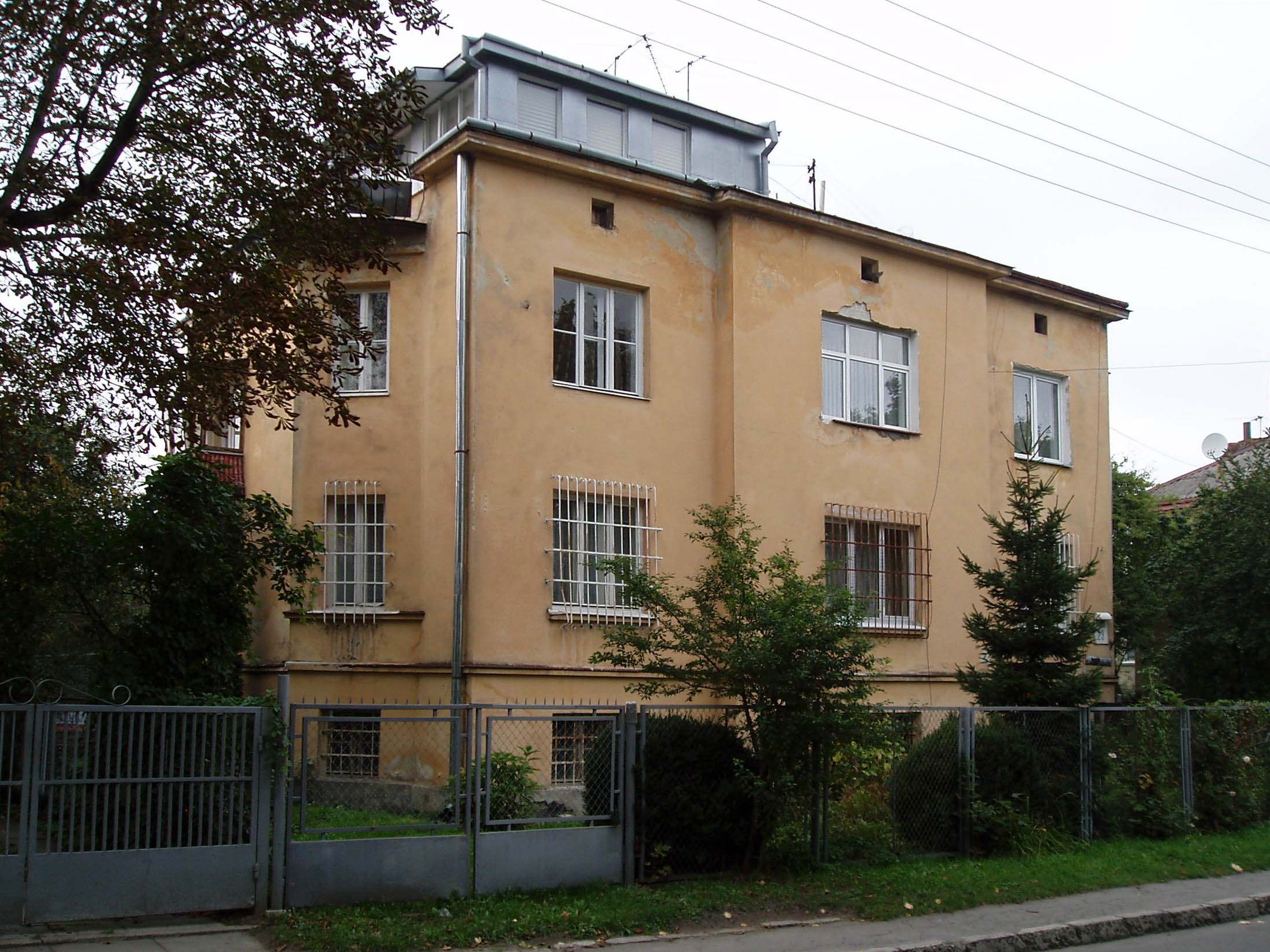
Будинок № 23